# Philippe Sellam

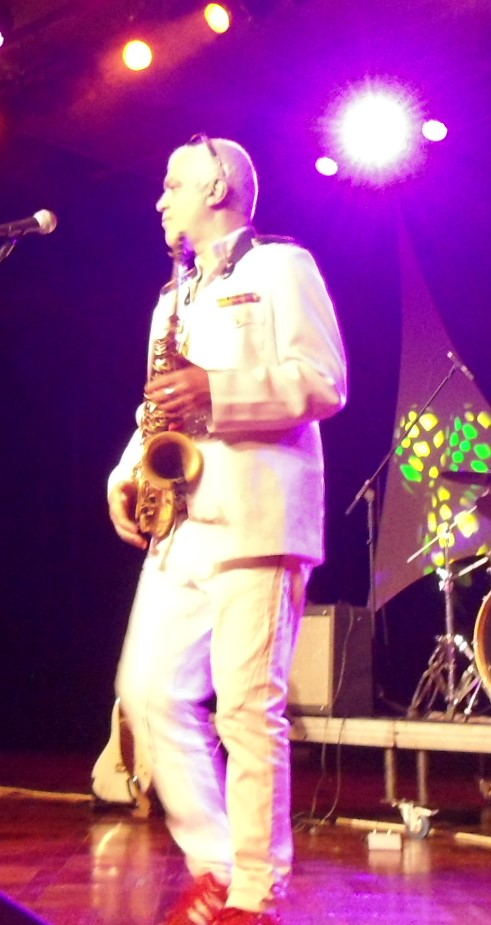
Philippe Sellam beim Jazzfestival St. Ingbert (2018)

Philippe Sellam (* 24. Oktober 1960 in Algier) ist ein französischer Jazzmusiker (Saxophone und Komposition).

## Leben und Wirken
Sellam begann mit 15 Jahren als Autodidakt, Saxophon zu spielen, und orientierte sich zunächst an der Musik von Chicago. Er studierte zunächst am Institut Art Culture Perception  von Alan Silva. Anfang der 1980er Jahre tauchte er mit Silvas  Celestrial Communication Orchestra (Desert Mirage, 1982) in der französischen Jazzszene auf, wo er dann zu Laurent CugnysBig Band Lumière mit Gil Evans ebenso gehörte wie zur La Bande à Badault oder Anfang der 1990er Jahre zum Orchestre National de Jazz unter der Leitung von Denis Badault (À plus tard, 1992). Ab 1990 spielte er im Megaoctet von Andy Emler und suchte im selben Jahr die Kooperation mit dem Gitarristen Gilles Renne, mit dem er ab 1993 im Sellam-Renne African Project zusammenarbeitete. 2002 gründete er die Gruppe NoJazz (deren erstes Album Teo Macero produzierte und mit der er ab 2006 samstags in der Sendung Salut les Terriens bei Canal+ zu sehen war). Zudem leitete er die Band Captain Mercier.
Weiterhin spielte Sellam mit Michel Petrucciani, Paco Séry, Michel Portal, Roy Hargrove, Mino Cinelu, Bernard Purdie, Laurent de Wilde, Glenn Ferris, Omar Sosa, Stéphane Belmondo, Emmanuel Bex, Médéric Collignon, Electro de luxe, François Jeanneau, Patrice Caratini, Chico Freeman, John Scofield, MC Solaar, aber auch mit Henri Salvador, Charles Aznavour, Claude Nougaro, Michel Jonasz, Sanseverino, Lio, Mangu, Wally Badarou oder Jean-Jacques Milteau. Er ist an mehr als 100 Plattenproduktionen beteiligt.

## Diskographische Hinweise
- Sellam / Renne: Rendez-vous (1990)
- Sellam / Renne African project: Embrasse-moi (1995)
- Voyages (1995)
- Sérénade (1995)
- Dans la montage (1997)
- Sellam / Renne African project: Sortilège (2008)
- Milagro (2008)
- Sellam / Renne No Spirit: Give Me Five (2013)
- Magic Box (2016)

## Lexikalischer Eintrag
- Philippe Carles, André Clergeat, Jean-Louis Comolli: Le nouveau dictionnaire du jazz. R. Laffont: Paris 2011